# Spirit Camera : Le Mémoire maudit
Spirit Camera : Le Mémoire maudit (intitulé Shinrei Camera ~ Tsuiteru Techou 心霊カメラ 〜憑いてる手帳〜 au Japon Spirit Camera: The Cursed Memoir aux États-Unis) est un spin-off de la saga Project Zero, sorti pour la première fois de la série sur Nintendo 3DS. Le jeu utilise les capteurs gyroscopiques et des caméras 3D pour créer une expérience encore plus angoissante.

## Synopsis
" Un jour, il arriva soudainement
"Le journal violet"
C'est un vieux journal intime dont on parlait dans les légendes urbaines aussi longtemps que l'on s'en souvienne.
Sur la première page du journal, se trouvent des photographies étranges, et des mots énigmatiques.
Ceux qui voient les textes et qui ne le devrait pas apparaissent tout à coup sur une page du cahier qui était vierge une seconde avant…
Ils disparaissent, et refont surface avec un aspect complètement différent :
Un cadavre au visage découpé… "
Le jeu met en scène une mystérieuse jeune fille nommée Maya prisonnière d'une vieille maison. Le joueur doit libérer Maya d'une malédiction terrible, en l'aidant à échapper aux griffes d'une femme maléfique habillée en noir passant la majorité de son temps à voler l'âme des gens.

## Système de jeu
Ce spin-off propose 3 Modes de jeu : Histoire (composé de Histoire, Extra Histoire et de Battle), Visions Hantées & Pages Maudites. Le jeu a une durée de vie assez faible, s'attirant les foudres des critiques.

### Jeu

#### Histoire
- Histoire : Ce "sous-mode" dévoile l'intrigue où le joueur évolue en lisant des carnets et en photographiant les esprits. Une fois terminé, il permet de débloquer les deux modes ci-dessous et un costume pour Maya. Dans ce mode, le joueur doit utiliser la caméra 3DS, servant de la Camera Obscura, de trouver des indices dans le journal de combat et des fantômes dans l'environnement du monde réel autour de lui.
- Extra Histoire : Ce jeu se déroule comme une partie standard mais fournit plus de notes à lire avec une difficulté plus élevée de jeu et les messages du Journal Violet sont différents. Aussi, la fin du jeu est légèrement modifiée.
- Battle : Un mode dans lequel le joueur peut librement prendre des photos et combattre les personnages qui apparaissent dans le Mode Histoire. Il permet de débloquer de nouveaux combats et un nouveau costume.

#### Visions Hantées
Il y a trois défis dans ce mode:
- Photographiez l'esprit : en utilisant la caméra 3DS pour prendre des photos de l'environnement du joueur apparaitront des fantômes et autres phénomènes anormaux sur les photos.
- Vérifiez : Diagnostiquez quelqu'un comme étant hanté en prenant une photo du joueur ou d'autres personnes, qui révèle une image du «fantôme» qui le hante. Les fantômes de jeux précédents semblent apparaître dans ce mode, tels que les prêtres voilés de Project Zero II ou Hisame Kuze de Project Zero III
- Spirit Challenge : les joueurs prennent des photos de leur visage ou le visage des autres, ce qui devient un fantôme à combattre ayant la tête de la personne photographiée.

#### Pages Maudites
Il y a quatre mini-jeux dans ce mode :
- Quatre masques étranges : le garçon masqué, Koji, hante quatre masques dans le journal. Le joueur doit utiliser la caméra pour suivre ses mouvements, répondre à ses questions, et finalement exorciser le journal.
- La poupée hantée : le joueur qui doit identifier la vraie poupée qui le hante et utiliser l'appareil photo pour l'exorciser.
- Le garçon du livre : Koji veut jouer à cache-cache. Vous aurez besoin d'utiliser l'appareil photo pour le trouver dans le livre.
- La maison aux esprits : Le joueur se balade dans l'ancien manoir visité dans le jeu. Son but : Dénicher les entités maudites et les photographier.

### Virtuel & Réalité
Le jeu se déroule dans la réalité du joueur, ainsi qu'à l'intérieur d'une vieille maison de style occidental où nombre d'humains piégés sont maudits. L'objet principal du jeu est le Journal maudit (appelé le Purple Diary (Murasaki no Nikki) dans la version japonaise), qui agit comme une passerelle entre le monde du joueur et la vieille maison. Le carnet violet est fourni avec le jeu et il faudra s'amuser à scanner les pages avec l'appareil photo de la 3DS pour faire progresser le scénario.

### Chapitres
Le jeu est coupé en 13 chapitres si l'on compte le prologue. Voici la liste.

### Divers
- Le jeu se déroule à la première personne
- Vous pouvez débloquer le costume de Peach pour Maya en terminant toutes les missions du mode Battle en niveau de difficulté Nightmare.
- Beaucoup de personnages des précédents jeux apparaissent, et voici la liste :

## Critiques
Malgré les modifications révolutionnaires apportées pour le jeu, le public n'était pas forcément au rendez-vous pour ce jeu vendu 37 € à sa sortie. La durée de vie très faible et l'ennui de certains joueurs ont provoqué un boycott de la part des fans.
- 14/20 " Quel dommage que cet épisode dérivé de la série Project Zero ait choisi de zapper complètement ce qui faisait la force de la série pour se concentrer uniquement sur les idées propres au gameplay 3DS ! " Jeuxvideo.com
- 5,5/10 " Médiocre " IGN.com
- 6,1/10 " Sympathique quoique trop court et difficilement immersif, Spirit Camera permettra d'initier en douceur nos chères têtes blondes au Survival Horror " Jeuxvideo.fr

## Sources
- (fr) http://www.projectzero.fr/
- (en) http://www.cameraslens.com/